# Łuczyna (gromada)
Łuczyna – dawna gromada, czyli najmniejsza jednostka podziału terytorialnego Polskiej Rzeczypospolitej Ludowej w latach 1954–1972.
Gromady, z gromadzkimi radami narodowymi (GRN) jako organami władzy najniższego stopnia na wsi, funkcjonowały od reformy reorganizującej administrację wiejską przeprowadzonej jesienią 1954 do momentu ich zniesienia z dniem 1 stycznia 1973, tym samym wypierając organizację gminną w latach 1954–1972.
Gromadę Łuczyna z siedzibą GRN w Łuczynie utworzono – jako jedną z 8759 gromad na obszarze Polski – w powiecie trzebnickim w woj. wrocławskim, na mocy uchwały nr 29/54 WRN we Wrocławiu z dnia 2 października 1954. W skład jednostki weszły obszary dotychczasowych gromad Łuczyna, Ludgierzowice, Mękarzowice, Sadków i Prawocice ze zniesionej gminy Zawonia w tymże powiecie. Dla gromady ustalono 11 członków gromadzkiej rady narodowej.
1 stycznia 1960 do gromady Łuczyna włączono wieś Rzędziszowice ze zniesionej gromady Węgrów w tymże powiecie.
31 grudnia 1961 gromadę zniesiono, a jej obszar włączono do gromady Zawonia (wsie Ludgierzowice, Prawocice i Rzędziszowice oraz przysiółki Pomianowice, Rościszowice i Kopiec) w powiecie trzebnickim oraz do gromady Dobroszyce w powiecie oleśnickim w tymże województwie (wsie Łuczyna, Sadków i Mękarzowice).